# Yadgarshah Arlat
Yadgarshah Arlat (+ 1438) fou un amir del tumen dels Arlat, que va servir a Tamerlà als darrers anys d'aquest. Es va casar amb Zubayda Sultan filla de Umar Xaikh i neta de Tamerlà. Segurament formava part de la branca de la família que havia realitzat nombrosos enllaços matrimonials amb la família de Tamerlà.
Va servir en posicions menors a les ordres de Tamerlà i després de la seva mort (1405) va ajudar a proclamar a Khalil Sultan a Samarcanda. Però aviat el va abandonar per posar-se al servei de Pir Muhammad ibn Jahangir a Balkh fins que fou assassinat el 1407, refusant aleshores servir a l'assassí Pir Ali Taz Sulduz i passant al servei de Shah Rukh.
El1410 fou enviat a Transoxiana contra Xaikh Nur al-Din, el 1415 se l'esmenta participant a la campanya de submissió de Fars. i l'any següent en la campanya de Sistan.
Va morir el 1438. Si va tenir successió es desconeix, no se sap res mes d'aquesta família en el regnat de Xah Rukh. El Muqizz al-ansab esmenta un Baydu Arlat com a líder d'un tumen al servei de Baysunghur Mirza, però no hi ha cap evidència de llaços amb Yadgarshah